# Козьма Празький
Козьма́ Пра́зький (лат. Cosmas Pragensis, чеськ. Kosmas Pražský; бл. 1045 — 21 жовтня 1125) — чеський католицький священик та літописець. Автор «Chronica Boemorum». Народився в шляхетній родині, навчався у Льєжі між 1075 та 1081. Повернувшись на батьківщину, став священиком, а в 1086 празьким каноніком. Також — Кузьма́ Пра́зький.

## Твори
- Chronica Boemorum (1125)